# Sonae Sierra
Sonae Sierra este o companie imobiliară portugheză, înființată în anul 1989.
Compania este deținută de Sonae, SGPS (Portugalia) cu 50% și Grosvenor (Marea Britanie) cu 50%. 
Sonae Sierra deține opt centre comerciale operative în Portugalia, cu o valoare totală de piață de 425 de milioane euro.
Compania deține 47 de centre comerciale în Portugalia, Spania, Italia, Germania, Grecia, România și Brazilia, cu o suprafață totală de închiriat de 1,9 milioane de metri pătrați.
În 2007, centrele sale au avut peste 435 de milioane de vizite.
În România deține mallul River Plaza din Râmnicu-Vâlcea, administrează centrul comercial Arena din Bacău, și mai deține și trei proiecte de dezvoltare - în Craiova, Ploiești și București.